# Miasto Šabac
Miasto Šabac (serb. Grad Šabac / Град Шабац) – jednostka administracyjna w Serbii, w okręgu maczwańskim. W 2018 roku liczyła 110 918 mieszkańców.